# Sandö sund, Nagu
Sandö sund är ett sund i Finland. Det ligger i Nagu i landskapet Egentliga Finland, i den sydvästra delen av landet, 160 km väster om huvudstaden Helsingfors.
Sandö sund löper mellan Sandö i sydöst och Ön i nordväst. Över Sandö sund går en bro som förbinder Sandö med Ön varifrån en vägfärja går till Lillandet. Sundet är relativt grunt och bron har en segelfri höjd på 3 meter vilket gör att större fartyg behöver ta vägen väster som Ön.